# جيمس إل. كونواي
جيمس إل. كونواي (بالإنجليزية: James L. Conway)‏ هو منتج أفلام وكاتب سيناريو ومخرج أمريكي، ولد في 27 أكتوبر 1950 في نيويورك في الولايات المتحدة.

## وصلات خارجية
- جيمس إل. كونواي على موقع IMDb (الإنجليزية)
- جيمس إل. كونواي على موقع ألو سيني (الفرنسية)
- جيمس إل. كونواي على موقع أول موفي (الإنجليزية)
- جيمس إل. كونواي على موقع قاعدة بيانات الأفلام السويدية (السويدية)
- جيمس إل. كونواي على موقع قاعدة بيانات الفيلم (الإنجليزية)
- جيمس إل. كونواي على موقع كينوبويسك (الروسية)